# پل جان دان

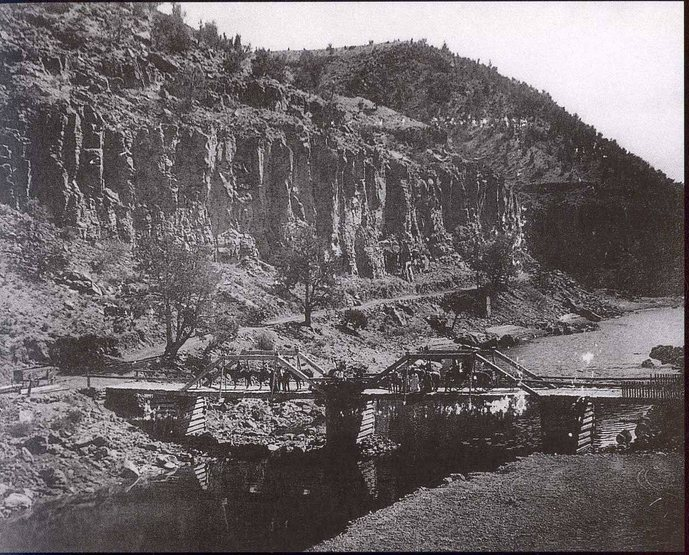
پل جان دان

پل جان دان (انگلیسی: John Dunn Bridge) در آرویو هوندو، نیومکزیکو در شمال مرکزی ایالت نیومکزیکو و در تقاطع ریوگرانده و ریو هوندو واقع است. این پل در سال ۱۹۰۸ توسط جان دان ساخته شده‌است و جان دان مسافرین را تا مقصد تائوس آورد و آن‌ها را در یک هتل در نزدیکی پل مستقر کرد. اما در سال ۱۹۱۲ این مکان به دولت محلی نیومکزیکو فروخته شد و در آن زمان این پل عابر پیاده به رایگان مورد استفاده مسافران قرار می‌گرفت.
امکانات تفریحی آن که در کنار رودخانه قرار دارد عبارت است از ماهیگیری، قایقرانی، و کلک‌سواری در آب سفید. این مکان در نزدیک چشمه گرم سیاه راک واقع شده‌است.